# MasterChef Hrvatska (1. sezona)
MasterChef 1 je prva sezona kulinarskog reality showa MasterChef Hrvatska. Započela je s emitiranjem 21. ožujka 2011. na programu Nove TV. Sezona je završila 17. lipnja 2011. kada je Šime Sušić proglašen pobjednikom. Sezonu je vodila hrvatska televizijska voditeljica Jasna Nanut.

## Žiri
Žiri prve sezone činili su Tomislav Gretić, poznati hrvatski majstor kuhinje, zatim Mate Janković, jedan od najmlađih hrvatskih majstora kuhinje, te Radovan Marčić, redatelj, pisac i gastrokritičar.

## Koncept emisije
Tijekom prva dva tjedna emitiranja izvodila su se natjecanja između kandidata od kojih je žiri izabrao 20 najboljih. Emisija se emitirala svaki tjedan, od ponedjeljka do petka. Svaki ponedjeljak, natjecatelji su dobili "kutiju iznenađenja". U kutiji se nalazilo nekoliko sastojaka od kojih su kandidati morali napraviti jelo. Najbolji natjecatelj mogao je izabrati glavni sastojak za "test kreativnosti" koji se odvijao svakog utorka. Pobjednik testa kreativnosti dobio je priliku da kuha protiv najboljih hrvatskih majstora kuhinje. 
Svakog četvrtka odvijao se dvoboj između kandidata i majstora kuhinje. Tri najgora kandidata u testu kreativnosti kažnjeni su "stres testom". Kandidat koji je ostvario najlošiji rezultat u "strest testu" je naposljetku izbačen. Svakog petka kandidati su bili podijeljeni u dva tima. Svaki tim je imao vođu kojeg je odabrao žiri. Tim koji je izgubio natjecanje morao se suočiti s novim eliminacijskim testom. Kandidat iz gubitničkog tima koji je ostvario najgori rezultat napustio je emisiju.

## Natjecatelji 1. sezone
| Poredak | Kandidat              | Mjesto        | Dob | Zanimanje                     |
| ------- | --------------------- | ------------- | --- | ----------------------------- |
| 1.      | Šime Sušić            | Zagreb        | 24  | student                       |
| 2.      | Srđana Jevtić         | Opatija       | 35  | studentica                    |
| 3.      | Robert Predrag Žmire  | Trogir        | 39  | konobar                       |
| 4.      | Matija Nikolić        | Zagreb        | 30  | menadžer                      |
| 5.      | Vedran Beg            | Koprivnica    | 40  | konobar                       |
| 6.      | Davor Šreng           | Zagreb        | 44  | obrtnik                       |
| 7.      | Željana Ančić         | Mokošica      | 24  | poslovna ekonomistica         |
| 8.      | Ljubo Matulin         | Donji Vidovec | 42  | samostalni ugostitelj         |
| 9.      | Bojan Končar          | Zagreb        | 32  | nezaposlen                    |
| 10.     | Ana Kovačević Pilepić | Viškovo       | 31  | dizajnerica                   |
| 11.     | Marko Gajski          | Nova Gradiška | 26  | informatičar                  |
| 12.     | Nastasja Fišter       | Zagreb        | 22  | studentica                    |
| 13.     | Ivan Vučković         | Zagreb        | 27  | turistički tehničar           |
| 14.     | Mario Bobanović       | Zagreb        | 39  | arhitekt                      |
| 15.     | Ivana Đokić           | Čapljina      | 29  | prehrambeni tehničar          |
| 16.     | Tea Đukić             | Karlovac      | 25  | turistički tehničar           |
| 17.     | Vesna Matulić         | Zagreb        | 36  | televizijska šminkerica       |
| 18.     | Igor Zdenjak          | Zagreb        | 43  | instruktor športskog ribolova |
| 19.     | Ivanko Rebić          | Makarska      | 50  | ribar                         |
| 20.     | Tomislav Rusak        | Varaždin      | 35  | vozač autobusa                |

| MasterChef Croatia | MasterChef Croatia | MasterChef Croatia | MasterChef Croatia | MasterChef Croatia | MasterChef Croatia | MasterChef Croatia | MasterChef Croatia | MasterChef Croatia | MasterChef Croatia | MasterChef Croatia | MasterChef Croatia | MasterChef Croatia |
| Tjedni             | Tjedni             | Tjedni             | Tjedni             | Tjedni             | Tjedni             | Tjedni             | Tjedni             | Tjedni             | Tjedni             | Tjedni             | Tjedni             | Tjedni             |
|                    | 3                  | 4                  | 5                  | 6                  | 7                  | 8                  | 9                  | 10                 | 11                 | 12                 | 13                 | 14                 |
| ------------------ | ------------------ | ------------------ | ------------------ | ------------------ | ------------------ | ------------------ | ------------------ | ------------------ | ------------------ | ------------------ | ------------------ | ------------------ |
| Šime               | Siguran            | Nagrada            | Siguran            | Dvoboj             | Siguran            | Siguran            | Dno                | Siguran            | Vođa               | Dno                | Kazna              | 1. mjesto          |
| Srđana             | Vođa               | Sigurna            | Sigurna            | Sigurna            | Sigurna            | Nagrada            | Nagrada            | Sigurna            | Nagrada            | Kazna              | Kazna              | 2. mjesto          |
| Robert             | Vođa               | Siguran            | Siguran            | Siguran            | Siguran            | Dvoboj             | Vođa               | Nagrada            | Siguran            | Dvoboj             | Dvoboj             | 3. mjesto          |
| Matija             | Siguran            | Vođa               | Siguran            | Siguran            | Dvoboj             | Siguran            | Kazna              | Siguran            | Kazna              | Vođa               | Siguran            | 4. mjesto          |
| Vedran             | Dvoboj             | Siguran            | Siguran            | Siguran            | Nagrada            | Dno                | Siguran            | Kazna              | Dvoboj             | Kazna              | Vođa               | 5. mjesto          |
| Davor              | Siguran            | Siguran            | Siguran            | Siguran            | Vođa               | Dno                | Siguran            | Kazna              | Dno                | Siguran            | Vođa               |                    |
| Željana            | Sigurna            | Dvoboj             | Sigurna            | Sigurna            | Sigurna            | Sigurna            | Sigurna            | Sigurna            | Sigurna            | Vođa               | Kazna              |                    |
| Ljubo              | Siguran            | Siguran            | Vođa               | Nagrada            | Siguran            | Siguran            | Dno                | Dvoboj             | Siguran            | Eliminacija        |                    |                    |
| Bojan              | Siguran            | Siguran            | Siguran            | Siguran            | Siguran            | Siguran            | Siguran            | Vođa               | Kazna              | Kazna              |                    |                    |
| Ana                | Sigurna            | Sigurna            | Dvoboj             | Sigurna            | Sigurna            | Sigurna            | Kazna              | Kazna              | Vođa               |                    |                    |                    |
| Marko              | Siguran            | Siguran            | Dno                | Vođa               | Dno                | Siguran            | Siguran            | Siguran            | Kazna              |                    |                    |                    |
| Nastasja           | Nagrada            | Dno                | Sigurna            | Vođa               | Siguran            | Siguran            | Dvoboj             | Eliminacija        |                    |                    |                    |                    |
| Ivan               | Siguran            | Siguran            | Vođa               | Siguran            | Siguran            | Siguran            | Siguran            | Kazna              |                    |                    |                    |                    |
| Mario              | Siguran            | Vođa               | Dno                | Siguran            | Dno                | Siguran            | Vođa               |                    |                    |                    |                    |                    |
| Ivana              | Sigurna            | Sigurna            | Dno                | Sigurna            | Sigurna            | Nagrada            | Kazna              |                    |                    |                    |                    |                    |
| Tea                | Sigurna            | Sigurna            | Sigurna            | Sigurna            | Vođa               | Eliminacija        |                    |                    |                    |                    |                    |                    |
| Vesna              | Sigurna            | Dno                | Sigurna            | Sigurna            | Eliminacija        |                    |                    |                    |                    |                    |                    |                    |
| Igor               | Dno                | Siguran            | Nagrada            |                    |                    |                    |                    |                    |                    |                    |                    |                    |
| Ivanko             | Siguran            | Eliminacija        |                    |                    |                    |                    |                    |                    |                    |                    |                    |                    |
| Tomislav           | Eliminacija        |                    |                    |                    |                    |                    |                    |                    |                    |                    |                    |                    |

     Natjecatelj je osvojio natjecanje.
     Natjecatelj je eliminiran.
     Natjecatelj je nagrađen odabirom sastojka za test kreativnosti.
     Natjecatelj je dobio priliku kuhati protiv hrvatskog velemajstora kuhinje.
     Natjecatelj je kuhao protiv hrvatskog velemajstora kuhinje i osvojio imunitet.
     Natjecatelj je bio vođa tima.
     Natjecatelj je bio vođa tima i nagrađen je odabirom sastojka za test kreativnosti.
     Natjecatelj je zamalo napustio natjecanje.
     Natjecatelj je bio najgori u natjecanju i dobio je kaznu.
     Natjecatelj je bio najgori u natjecanju, dobio je kaznu i elimiran je.
     Natjecatelj je bio vođa tima i zamalo je napustio natjecanje.
     Natjecatelj je nagrađen odabirom sastojka za test kreativnosti i eliminiran je.
     Natjecatelj je nagrađen odabirom sastojka za test kreativnosti i dobio je kaznu.
     Natjecatelj je bio jedan od vođa timova i eliminiran je.
     Natjecatelj je bio vođa tima i odlučio je odustati od natjecanja.

## Vanjske poveznice
- Službena stranica  Arhivirana inačica izvorne stranice od 10. travnja 2011. (Wayback Machine)